# 564

## Esdeveniments
- Possible albirament del Monstre del llac Ness segons les llegendes locals[1]

## Naixements
- Regne de Toledo: Sant Ermenegild, rei visigot de la Bètica. (m. 585)
- Xina: Kao Tsu Tang, emperador fundador de la dinastia Tang. (m. 635)

## Necrològiques
- 23 de novembre - Agrigent (Sicília): Sant Gregori, bisbe de la ciutat.